# ドッグセラピー
ドッグセラピー（英語:Dog Therapy）とは、動物を使った治療方法であるアニマルセラピーの一種で、高度に訓練された「セラピードッグ (Therapy dog) 」を介在させることにより、高齢者や認知症、自閉症など様々な障害を持つ人々に対し心や身体のリハビリテーションを目的としたプログラムを実施することである。広義では、一般の人々が犬と触れ合うことによって精神的情緒的安定や、身体的な運動機能回復効果が得られることを目的とした活動。もしくは様々な虐待、遺棄、ストレス等によって傷ついた犬に対し、人間社会との共存を目的とするリハビリテーションに対しても使われることがある。

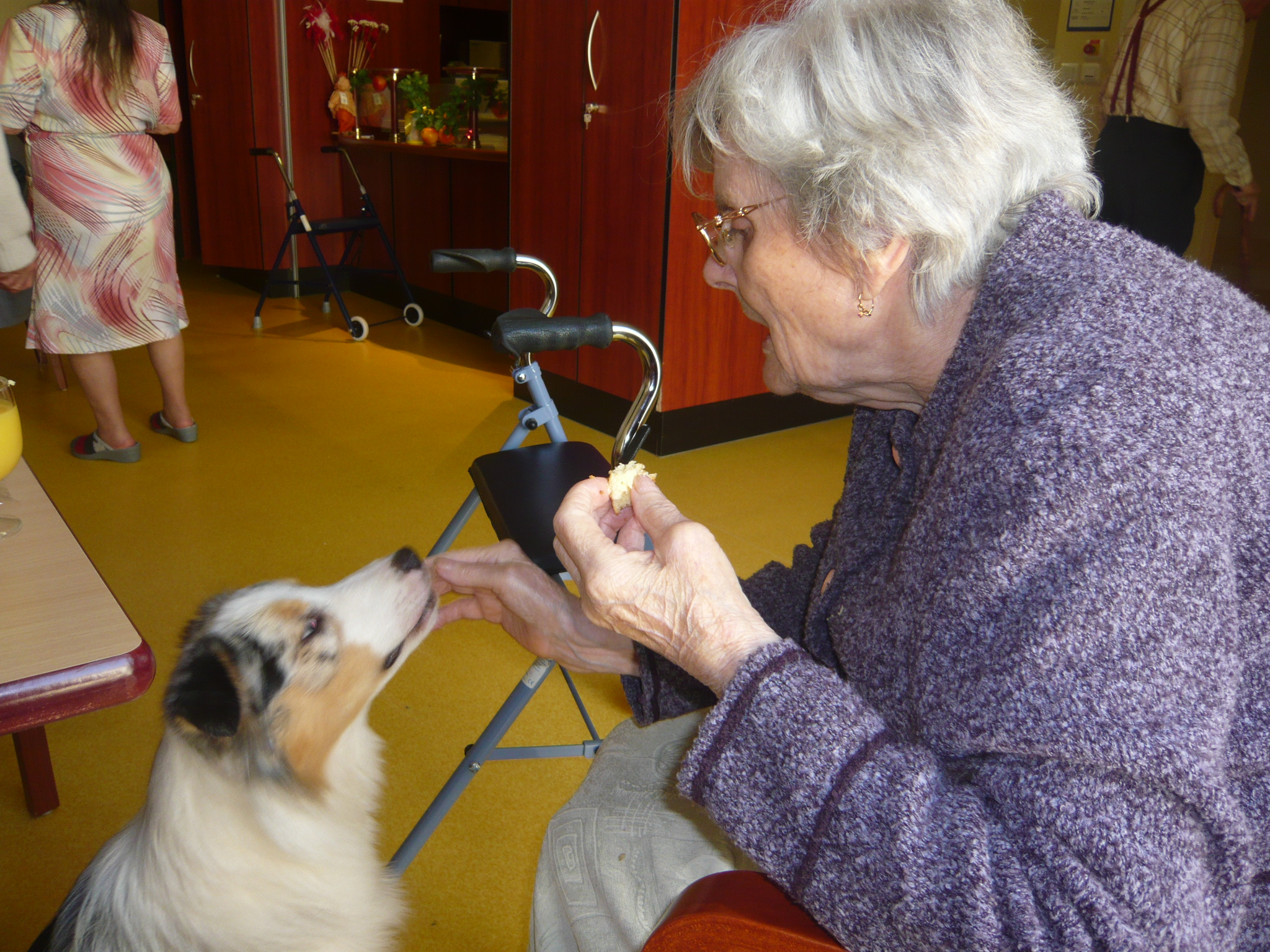
セラピードッグ

## ドッグセラピーの定義と活動（定義）
ドッグセラピーには、「AAA」「AAT」「AAE」の3種類がある。
AAA(Animal Assisted Activity)は動物介在活動と訳される。
治療という目的を持たずに、犬とのふれあいを楽しむ活動を中心としたレクレーションのことで、動物とふれあうことによる情緒的な安定、QOLの向上等を主な目的としたふれあい活動。一般にアニマルセラピーとよばれる活動の多くはこのタイプである。老人ホームの訪問活動などが知られており、犬と触れ合う環境を創出することで心理的な好影響をもたらすとされている。ある程度定型化された活動であり、一度に多数の参加者を対象と出来るのが特徴である。
AAT(Animal Assisted Therapy)は動物介在療法と訳される。
AAAとの大きな違いは、人間の医療の現場で、専門的な治療行為として行われる動物を介在させた補助療法であること。対象者の心や身体のリハビリテーションなどの治療を目的としている。医療従事者の主導で実施する。精神的情緒的安定、身体的機能、社会的機能の向上など、治療対象者の状況やニーズを把握した上で個々の改善目標を定め、適切な犬とハンドラーを選択し治療を実施する。治療後は治療効果の評価を行う。この為AATに従事するセラピードッグ及びハンドラーは2年以上の訓練期間を要する。
実際に実施する際には、治療対象者が「犬好き」であることを前提として、医師や精神科医、作業療法士、理学療法士などの医療従事者とセラピードッグハンドラー及びボランティアが連携して対象者に合わせたプログラムを作成して実施する。厳密には「ドッグセラピー」といえるのはAATだけであると言ってよい。
AAE(Animal Assisted Education）動物介在教育と訳される。
幼稚園や小学校等に動物と共に訪問し、正しい動物とのふれあい方や命の大切さを子供たちに学んでもらうための活動。生活科や総合学習などのプログラムとして取り入れる学校も徐々に増えている。
セラピードッグとは『触れ合いや交流を通じて、病気やケガまたは精神的な痛手を受けた人の不安を減らし、気力を高め心と体を少しでも本来の働きに近づける為に高度な訓練を受けた犬』のことである。AAA、AAT、AAEにおいても、対人コミュニケーションの十分な訓練が行われているのはもちろんだが、それぞれのプログラムに沿った役割が担えるような訓練が信頼できる機関で十分に行われている必要がある。犬種の制限はないが、「AAA」「AAT」「AAE」活動において共通するのは「優良家庭犬協会」の認定レベルが最低条件である。更に「AAT」については忍耐力も要求される。このような理由から、ゴールデンレトリバーやラブラドールレトリバーなどの大型犬が採用される場合が多い。

## ドッグセラピーの効果（検証）
ドッグセラピーが医療プログラムとして認知され、活用されていくためには、リハビリテーションなどの治療における効果が確認されるとともに、より効果的なプログラムが確立されていく必要がある。
ドッグセラピーを一定期間続けることによって、「記憶力の改善」など認知症の改善や「反応する」「笑う」「発語」「車椅子からの自足歩行」「自力によるトイレ利用」など反応や行動に変化がみられた。ドッグセラピーが単に犬と触れ合うというだけでなく、患者自ら犬に触れ、犬に話しかけ、犬と共に歩く（歩きたいと思う）ことにより心理的な改善効果となり、積極性や前向きな姿勢を生み出していることが立証されている。

ドッグセラピーの効果を高めるためには、患者や患者が生活する施設などの環境を考慮し、施設関係者、医療従事者、セラピードッグハンドラーなどと連携して患者にあったプログラムを立案することが必要不可欠である。

## ドッグセラピスト（資格）
ドッグセラピストという名称の職業は、虐待、遺棄、ストレスなどで傷ついた犬の心身をリハビリするものであり、専門の知識や技術を要する民間の資格である。
セラピードッグとともにドッグセラピープログラムを実施するセラピードッグハンドラーとは別のものである。　
セラピードッグハンドラーには、セラピードッグをハンドリングする技術はもちろん、心理学やリハビリテーションなどの医学知識や獣医学など動物の知識などが求められる。活躍の場所は、老人ホーム、老人保護施設、児童福祉施設、知的障害者施設など様々で、施設のスタッフや医療関係者とともにドッグセラピープログラムを作っていく為、コミュニケーション能力は不可欠である。
犬に対するドッグセラピストは、犬の心身を回復し、健康を促進し、飼い主と良好な関係で暮らしていけることをアドバイスする専門家。犬へのマッサージなどの技術の他、ドッグフードの知識、躾やホリスティック医学などの知識も求められる。活躍の場は、ペットショップやペットサロン、動物病院など。